# Think About Life (álbum)
Think About Life es el álbum debut de la banda canadiense del mismo nombre Think About Life, lanzado el 2 de mayo de 2006 por Alien8 Recordings.

## Lista de canciones[4]
1. "Paul Cries" – 3:15
2. "Bastian and the Boar" – 2:27
3. "Commander Riker's Party" – 2:54
4. "Fireworks" – 2:54
5. "Money" – 4:52
6. "In Her Hands" – 3:04
7. "Serious Chords" – 3:14
8. "What the Future Might Be" (ft. Subtitle) – 2:28
9. "(slow-motion slam-dunk from the free-throw line)" – 1:37
10. "The Blue Sun" – 7:53

## Personal
- Martin Cesar – Voz (batería en "The Blue Sun")
- Graham Van Pelt – Teclados/ Voz
- Matt Shane – Batería(Voz en "The Blue Sun")
- Subtitle – Voz en  "What the Future Might Be"
- Chloe Lum – Voz en "Commander Riker's Party" y "In Her Hands"
- Gordon Krieger - clarinete en "Money"